# Saltfleetby St Peter
Saltfleetby St Peter – wieś w Anglii, w hrabstwie Lincolnshire. Leży 10,4 km od  Louth, 49,4 km od Lincoln i 208 km od Londynu.
W 1961 roku civil parish liczyła 262 mieszkańców.